# Mișcarea executorie (Polonia)

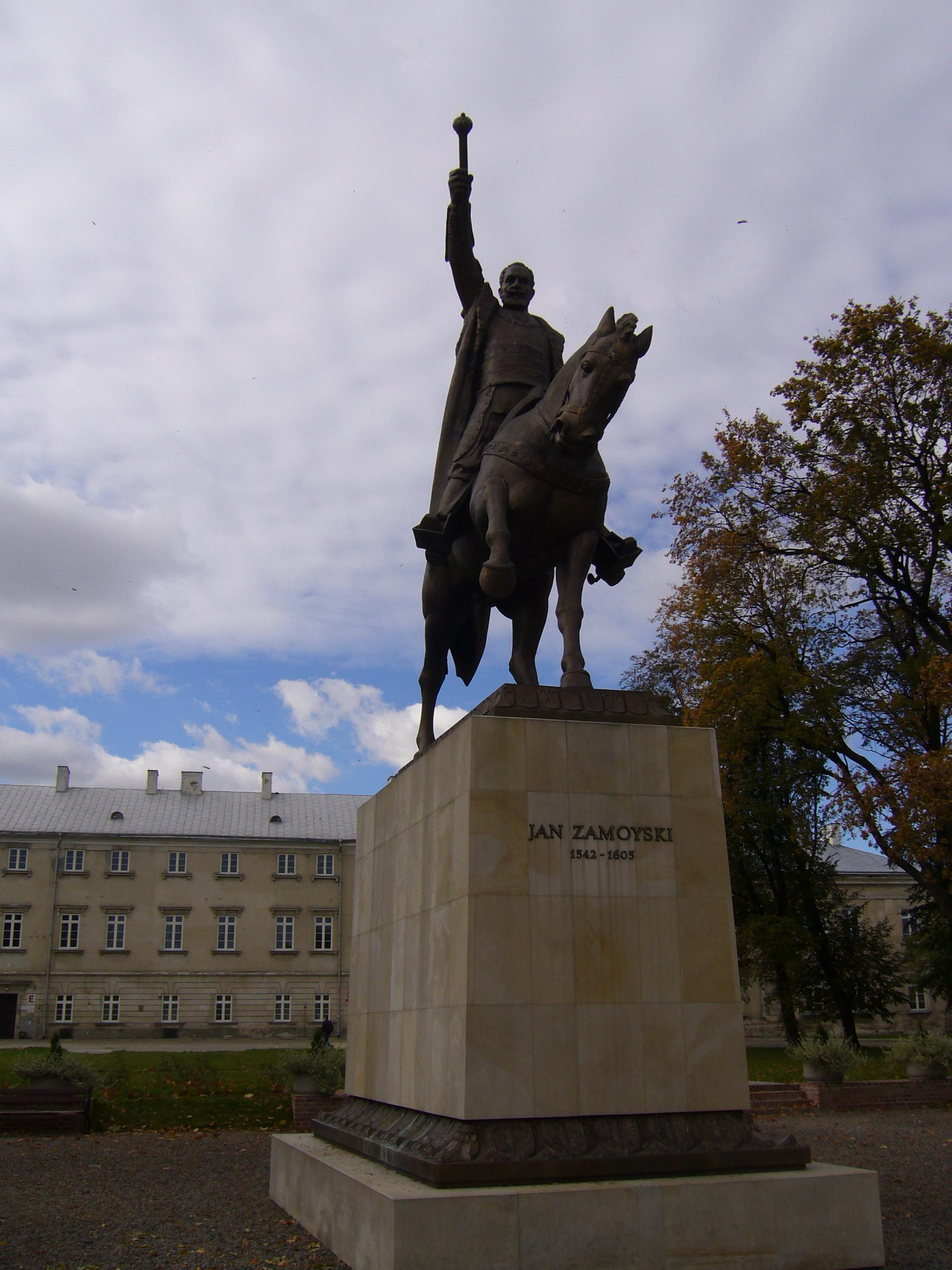
Statuia cancelarului Jan Zamoyski din Zamość

Mișcarea executorie s-a dezvoltat în Polonia și în cadrul Uniunii polono-lituaniane în secolul al XVI-lea. A câștigat aderența nobilimii mici și mijlocii, dar și a unora dintre magnați și chiar a regalității polone. Mișcarea nobiliară a fost cunoscută sub diferite denumiri: „mișcarea executorie”, „executarea proprietăților” (pol. egzekucja dóbr) sau „reinstaurarea legii” (pol. egzekucja praw). Mișcarea s-a opus abuzurilor deja comise și urmărea implementarea legislației existente prin revendicarea proprietăților publice sau particulare care au fost în mod ilegal ocupate de către diferiți magnați. Susținătorii acestei mișcări erau cunoscuți sub numele de „populari” (popularyści) sau „zamoisciști” (Zamoyskites), după numele principalului susținător (viitorul cancelar Jan Zamoyski).
Cei mai importanți susținători au fost:
- cancelarul Jan Zamoyski
- mareșalul Sejm-ului Mikołaj Sienicki
- mareșalul Sejm-ului Rafał Leszczyński (strămoșul viitorului rege Stanisław Leszczyński, și bunicul arhiepiscopului primat al Poloniei Wacław Leszczyński)
- politicieni precum Hieronim Ossoliński, Jakub Ostroróg, Jan Ponętowski.

Parțial, programul a avut și susținerea unor filosofi ca Andrzej Frycz Modrzewski și Jan Łaski sau scriitori precum Augustinus Rotundus.
Principalul scop al mișcării era reformarea sistemului social-politic al statului, sporirea rolului pe care îl va avea de acum încolo nobilimea mică și mijlocie în Parlament, totul pe seama puterii și a influenței excesive a magnaților și a clerului înalt, într-o mai mică măsură chiar și împotriva regalității. Unele dintre solicitările susținătorilor „mișcării executorii” au fost imediat implentate. Totuși, până la începutul secolului al XVII-lea și-a diminuat mult susținătorii și forța de implementare înainte de a atinge majoritatea scopurilor pe care și le-a propus. Acestea sunt considerate de către majoritatea istoricilor ca fiind salutare și că ar fi asigurat Uniunii polono-lituaniane o perioiadă mai lungă de stabilitate dacă ar fi fost pe deplin implementate.
Principalele obiective ale acestei mișcări au fost:
- respectarea legislației adoptate de Sejm și codificarea acesteia;
- sporirea rolului atribuit Sejm-ului prin respectarea legii adoptate în 1505 și care cerea consensul unanim al membrilor Senatului pentru modificarea legislației (Nihil novi sine commune consensu);
- restituirea „domeniilor Coroanei” (pol. królewszczyzny) abuziv ocupate de unii magnați;
- respectarea principiilor stabilite de legea „incompatibilităților” (Incompatibilitas) adoptată în 1504 care stabilea că anumite funcții și demnități ale statului polon nu puteau fi cumulate de o singură persoană;
- respectarea legii „rezidenței obligatorii” care stipula că anumite funcții legate de un anumit district sau cetate fortificată, pot fi deținute doar de către cei care își au rezidența în acel teritoriu;
- întărirea autorității centrale și executive a statului polon.
- restrângerea privilegiilor clerului, secularizarea pământurilor bisericești, taxarea proprietăților Bisericii, limitarea jurisdicției eccleziastice doar la disputele care privesc dijma sau alte privilegii economice dar și o revizuire a legalității tuturor actelor de donație făcute Bisericii;
- o reformă a finanțelor publice;
- o reformă a armatei permanente;
- o reafirmare a garantării libertăților religioase;
- desființarea tarifelor comerciale la importuri și desființarea unor vămi interne;
- mai multe privilegii economice și mai multă libertate de mișcare (inclusiv accesul pe piața marilor orașe) pentru evreii cărora burghezia le impusese numeroase restricții;
- desființarea ghildelor și a corporațiilor apărute în Evul Mediu, ale căror statute și privilegii exclusiviste constituiau în acea epocă un obstacol pentru dezvoltarea economică;
- o interdicție asupra titlurilor de proprietate deținute de cei care nu făceau parte din clasa nobilară (șleahtă) și a numirii acestora în înalte funcții eccleziastice;
- o revizuire a legislației și o nouă reformă a sistemului legislativ.

În viziunea susținătorilor acestei politici, Regele urma să reprezinte instituția monarhică, să prezideze Senatul dominat de magnați și să fie garantul „libertăților nobiliare”, adică a unei fel de sistem democratic al clasei de mijloc care ar fi trebuit să dețină rolul conducător și poziția dominantă. Ei își doreau în același timp o mai strânsă uniune politică cu Lituania, dar și anularea autonomiei Prusiei.